# ブッカ・ホワイト
ブッカ・ホワイト (Bukka White) として知られる、ブッカ・T・ワシントン・ホワイト（Booker T. Washington White、1909年11月12日 - 1977年2月26日）は、アメリカ合衆国のデルタ・ブルースのギタリスト、歌手。「ブッカ (Bukka)」という通称は、ホワイトの本名 (Booker) を音写したもので、1937年にヴォカリオン・レーベルから出た2枚目のレコードで、初めてこの表記が用いられた。 

## 生涯
ミシシッピ州のアバディーン (Aberdeen) と ヒューストン (Houston) の中間の辺りで生まれたホワイトは、B・B・キングの母親といとこの関係であった（ホワイトの母親と、キングの祖母は姉妹であった）。ホワイトは、ナショナル・ストリング・インストゥルメンツ・コーポレーション製のスティール・ギターを使用していたことがよく知られていた。また、さほど頻繁にではなかったが、ピアノも演奏した。
ホワイトのミュージシャンとしてのキャリアは、スクウェアダンスのためにフィドルを演奏することから始まった。ホワイトは活動の初期にチャーリー・パットンに会ったことがあると述べていたが、これについては疑問が投げかけられている。事の真相はどうであれ、パットンはホワイトに大きな影響を与えた。ホワイトは、オープン・チューニングでスライドギターを演奏するのが常であった。ホワイトは、スキップ・ジェイムスらとともに、Eマイナー（ホ短調）のクロスノート・チューニング (crossnote tuning) を用いる少数のミュージシャンたちの一人であったが、これはジェイムス同様に、ヘンリー・スタッキー (Henry Stuckey) から学んだものであったかもしれない。
ホワイトは、1930年にビクター・レコードで最初の吹き込みをした。ビクターの録音は、他の多くのブルースマンたちがそうであったように、カントリー・ブルース (country blues) からゴスペル音楽にまたがるようなものであった。ビクターは1930年にホワイトの写真を公表した。ホワイトのゴスペルは、ブラインド・ウィリー・ジョンソンのスタイルで歌われており、歌詞の各行の最後のフレーズに、女性歌手の伴唱でアクセントをつけている
9年後、暴行で服役していたホワイトは、フォークロリスト（民俗文化研究者）ジョン・ロマックス (John Lomax) の求めに応じて録音を行なった。この前後に吹き込まれた曲の中には、ホワイトの曲として最もよく知られている「シェイク・エム・オン・ダウン (Shake 'Em on Down)」や「Po' Boy」などが含まれている。
ボブ・ディランは、ホワイトの「Fixin' to Die Blues」をカバーしており、それも一助となって1963年には、ギタリストのジョン・フェイヒー (John Fahey) と、ED・デンソン (ED Denson) によって、ホワイトは「再発見」され、1960年代のフォーク・リヴァイヴァルのシーンに登場することになった。もともとこの曲は、ビクターの音楽プロデューサーがホワイトの他の曲をあまり気に入らなかったために、録音する事になったものであった。この曲はスタジオで即席に作られた作品で、30年後に再度注目されるまでホワイト自身も気に留めてもいないものであった。
ホワイトは一時期、経験豊かなブルース関係のマネージャーであるアーン・ブロガー (Arne Brogger) のマネジメントの下にあった。フェイヒーとデンソンがホワイトを見つけるのは簡単だった。フェイヒーは「Bukka White (Old Blues Singer), c/o General Delivery, Aberdeen, Mississippi」（高齢のブルース歌手であるブッカ・ホワイト様：ミシシッピ州アバディーン、一般配達係気付）とだけ宛名書きした葉書を出したのである。フェイヒーは、ホワイトの歌「Aberdeen, Mississippi」 から、ホワイトがまだそこか、その近傍に住んでいるものと踏んでいた。この葉書は、テネシー州メンフィスへ転送され、タンク工場で働いていたホワイトのもとへ届いた。程なくしてフェイヒーとデンソンは、ホワイトと会うためにメンフィスへ赴き、フェイヒーはホワイトと、終生の親交を結んだ。ホワイトは、デンソンとフェイヒーのタコマ・レコード (Takoma Records) で新たなアルバムを吹き込み、デンソンのマネジメントの下に入った。
後にホワイトは、やはりミュージシャンであるフューリー・ルイス (Furry Lewis) とも親しくなった。ふたりは、おもにルイスのメンフィスのアパートで、一緒にアルバム『Furry Lewis, Bukka White & Friends: Party! At Home』を制作した。

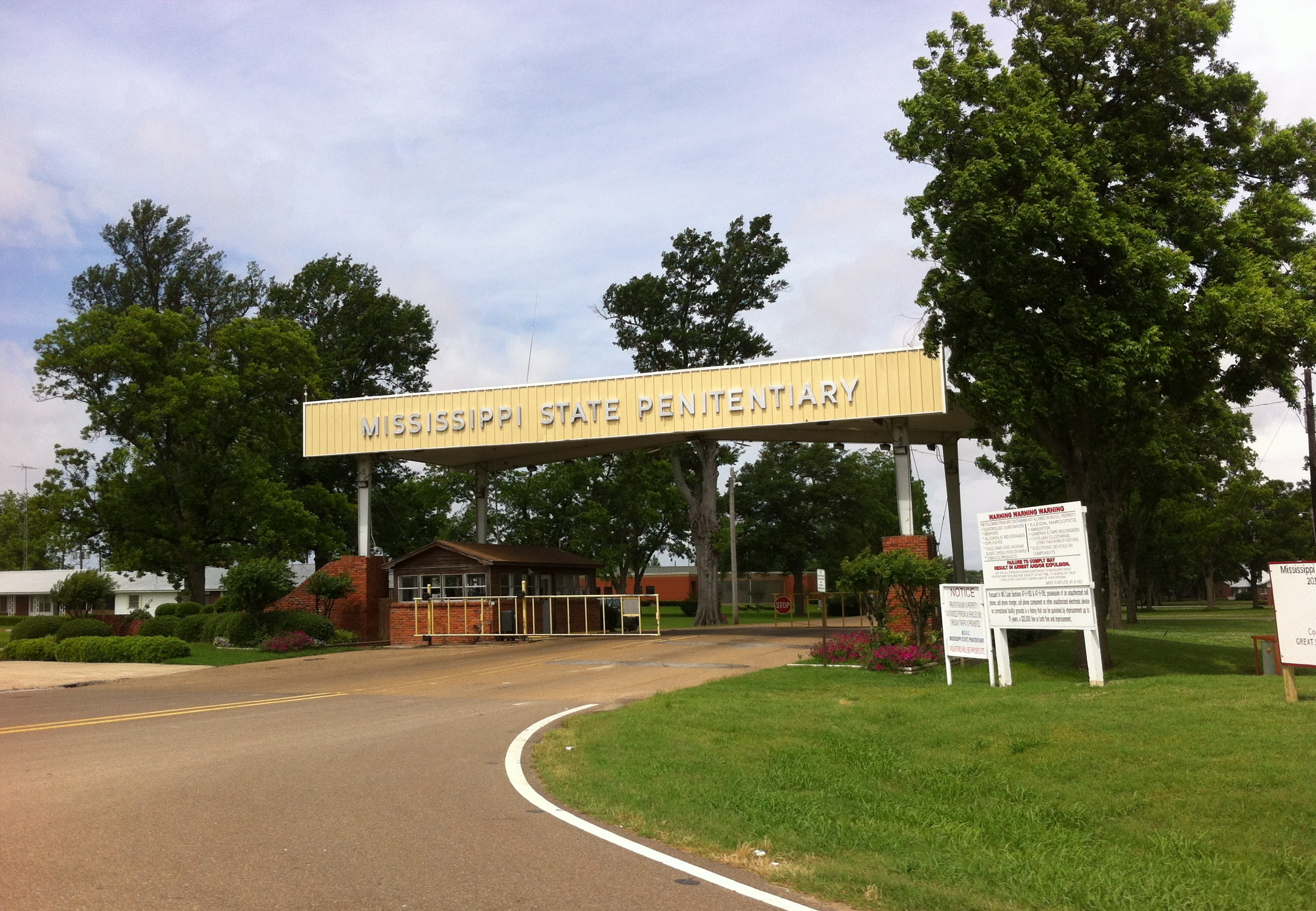
「Parchman Farm Blues」に歌われたミシシッピ州立刑務所

ホワイトの作品の中でも最も知られたもののひとつである「Parchman Farm Blues」は、ミシシッピ州サンフラワー郡にあるミシシッピ州立刑務所 (Mississippi State Penitentiary)、通称「パーチマン農場 (Parchman Farm)」 のことを歌ったものであり、ハリー・スミスが編集した『Harry Smith's Anthology of American Folk Music, Vol. 4』に収録されて、広く知られるようになった。この曲は、ロイ・ヘッド (Roy Head) の率いたトレイツ (The Traits) が、ジョニー・ウィンターとともに、1960年代の遅い時期にカバーした。様々な吹き込みが存在する「シェイク・エム・オン・ダウン」は、ホワイトの1937年のバージョンが決定版だと考えられており、ホワイト本人がパーチマン刑務所で服役している間にヒット曲となった。
ホワイトは、1977年2月に、テネシー州メンフィスで、ガンにより67歳で亡くなった。1990年、ホワイトは（ブラインド・ブレイク、ロニー・ジョンソン (Lonnie Johnson) とともに）ブルースの殿堂へ、没後の殿堂入りを果たした
2011年11月21日、レコーディング・アカデミー (NARAS)は、「Fixin' to Die Blues」をグラミーの殿堂 (Grammy Hall of Fame Award) の2012年の受賞曲リストに加えたことを明らかにした。

## 後年への影響
レッド・ツェッペリンの1970年のアルバム『レッド・ツェッペリン III』に収められた曲「ハッツ・オフ・トゥ・ロイ・ハーパー (Hats Off to (Roy) Harper)」は、大部分がホワイトの「シェイク・エム・オン・ダウン」を基にしたものである。同じく1975年のアルバム『フィジカル・グラフィティ』に収められた曲「カスタード・パイ (Custard Pie)」も、「シェイク・エム・オン・ダウン」を参照している。
ホワイトが1963年に録音した「シェイク・エム・オン・ダウン」と、ホワイトの語りである「Remembrance of Charlie Patton」（チャーリー・パットンの思い出）は、サンプリングされて、電子音楽アーティストのリコイル（実際にはほとんどが元デペッシュ・モードのアラン・ワイルダー (Alan Wilder) の単独作業）の1992年のアルバム『Bloodline』のトラック「Electro Blues For Bukka White」に使用された。この曲は、さらに造り直しがなされ、2000年にリリースされたEP『Jezebel』にも収録された。
エリック・ビブ (Eric Bibb) は、ホワイトの有名なギターに触れた際に感じとったストーリーをもとに、2010年1月26日に、テラーク・インターナショナル・コーポレーションからアルバム『Booker's Guitar』を発表した。
ホワイトの曲である「Parchman Farm Blues」は、ジェフ・バックリィも録音しており、バックリーの死後に、アルバム『Grace: Legacy Edition』のボーナストラックとしてリリースされた。